# Escrita Klingon
A escrita klingon é uma escrita fictícia usados nos filmes e programas de televisão de Star Trek para escrever a língua klingon.
No Dicionário Klingon de Marc Okrand, o script Klingon é chamado pIqaD, mas nenhuma informação é dada sobre isso. Quando as letras Klingon são usadas nas produções de Star Trek, elas são meramente elementos gráficos decorativos, projetados para simular a escrita real e criar uma atmosfera apropriada.
A Astra Image Corporation projetou as letras atualmente usadas para "escrever" Klingon para Star Trek: The Motion Picture, embora muitas vezes sejam incorretamente atribuídas a Michael Okuda.  Eles basearam as letras nas marcas do casco do cruzador de batalha Klingon (três letras) criadas por Matt Jeffries e na escrita tibetana porque a escrita tinha letras nítidas - usadas como uma alusão ao amor dos Klingons por armas brancas.

## KLI pIqaD

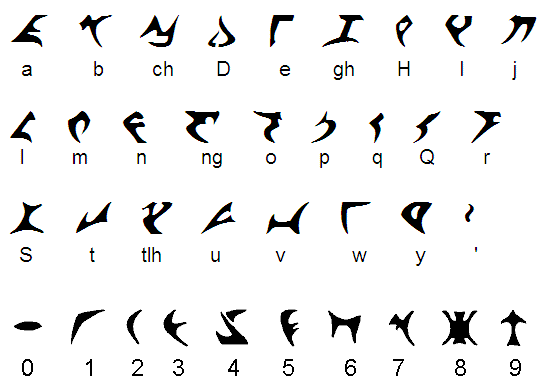
O KLI pIqaD

A versão do Klingon Language Institute (KLI) do script pIqaD foi criada por uma fonte anônima da Paramount, 

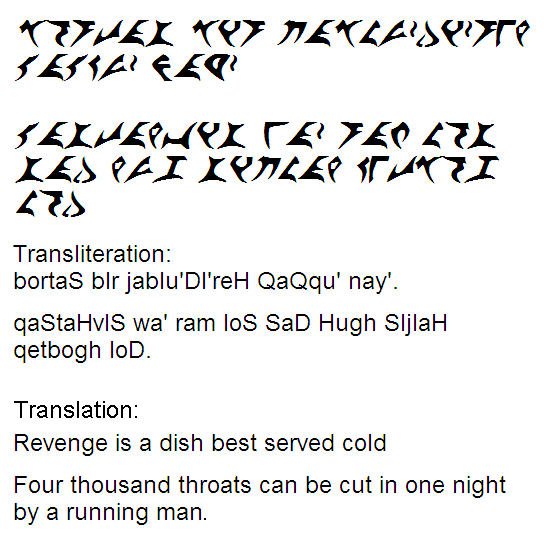
Exemplo de texto KLI pIqaD

que baseou os personagens em cartas vistas no programa. Essa fonte enviou o script para o Klingon Language Institute, que o carregou em seu site.  A grande maioria dos klingonistas, no entanto, prefere a romanização baseada no latim.
A escrita em si é bastante simples: contém vinte e seis letras com uma correspondência grafema-fonema de um para um: ou seja, uma letra representa um som e um som é escrito com uma letra. O conjunto de caracteres também inclui dez dígitos. É escrito da esquerda para a direita, de cima para baixo, como em inglês. Não há pontuação real, no entanto, aqueles que usam pontuação com o script usam símbolos de pontuação Skybox.
O script KLI pIqaD é registrado no registro ConScript na Área de Uso Privado do Unicode.
O Bing tradutor entre muitos idiomas e Klingon, incluindo o script KLI pIqaD. O Bing atualmente usa um código de script de uso privado de "Qaak" para pIqaD em vez do código de script oficial ISO 15924 "Piqd". 

## Registro Unicode ConScript
Em setembro de 1997, Michael Everson fez uma proposta para codificar KLI pIqaD em Unicode, baseado no código fonte do kernel Linux (especificamente "Documentation/unicode.txt" por H. Peter Anvin).  O Comitê Técnico Unicode rejeitou a proposta Klingon em maio de 2001, alegando que a pesquisa mostrou quase nenhum uso do script para comunicação, e a grande maioria das pessoas que usavam Klingon preferiam usar o alfabeto latino.  Uma versão modificada da alocação do kernel Linux para pIqaD na Área de Uso Privado de Unicode foi adicionada ao ConScript Unicode Registry (U+F8D0 a U+F8FF) por Michael Everson.  Desde então, várias fontes usando essa codificação apareceram, e o software para digitar em pIqaD tornou-se disponível. O texto existente no alfabeto latino também pode ser facilmente convertido para pIqaD. O tradutor do Bing pode transliterar entre pIqaD e formas latinas,  mas não converte letras corretamente se houver palavras em inglês.

## Variações anteriores
Até o Klingon Language Institute promover uma forma padronizada de pIqaD para Klingon, havia variações usadas principalmente para efeitos decorativos. Como as letras não mapeavam a fonologia okraniana da língua klingon, essas variantes nunca foram adotadas pela comunidade falante de klingon e não são usadas no klingon moderno.

## Skybox pIqaD

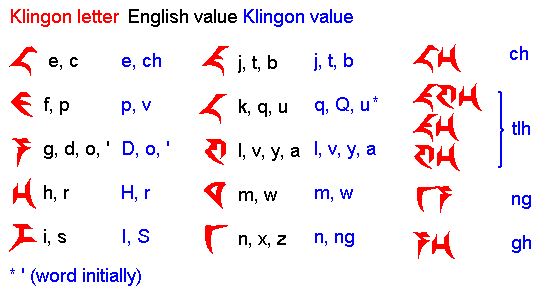
O pIqaD Klingon de acordo com Skybox

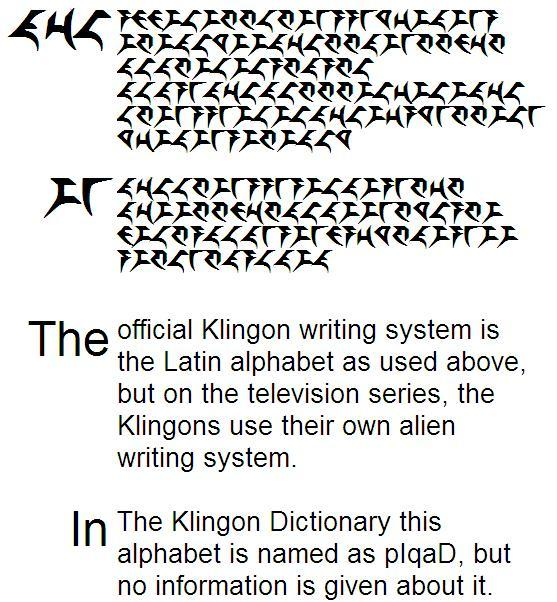
Exemplo de texto do Skybox pIqaD

A versão adaptada para KLI do pIqaD utiliza o conjunto de caracteres originalmente montado pelo autor Thomas E. Scheuer em sua publicação "Mortas-te-Kaase - the Death's Hand Battle Fleet" manual de operações do grupo de fãs da organização (compilado, escrito, ilustrado e publicado pelo autor Thomas E. Scheuer de 1989–1994) do qual o autor e fundador do KLI mais tarde se tornou membro, e aprendeu sobre o conjunto de caracteres MTK e designações de livreto de associação, não é o único mapeamento de letras Klingon. As letras da Astra Image conforme lançadas no "Mortas-te-Kaase" foram tiradas e usadas no pacote de fontes Bitstream endossado pela Paramount. Eles foram usados para fazer uma fonte com dez letras do alfabeto inglês: "e" a "n" sendo representado pelas dez letras klingon diferentes. Essa fonte em si foi usada pela equipe de produção de Star Trek ao criar gráficos Klingon; no entanto, ainda é usado apenas como rabiscos aleatórios nos shows. Dr. Schoen muitas vezes encaminhava perguntas para Thomas Scheuer, pois ele ainda era um estudante da língua Klingon na época. A organização Mortas-te-Kaase também estava em contato muito próximo com o linguista Marc Okrand, que também era um membro ativo do MTK e muitas vezes lançava palavras e frases adicionais exclusivas através das publicações regulares da organização por meio de seu boletim informativo "veS QonoS". Scheuer nunca foi creditado no entanto, em nenhuma das obras ou publicações do Dr. Schoen e, portanto, seguindo o uso comercial, também não foi creditado adequadamente. Uma cópia da versão original como fotocopiada do manual do membro MTK é exibida à direita.
A empresa de cartões comerciais Skybox usou essa fonte quando criou os cartões de idioma Klingon em sua coleção de cartões comerciais Star Trek: The Next Generation . Os próprios cartões Klingon detalham aspectos da cultura Klingon e apresentam texto pIqaD e uma transliteração e tradução fornecidas por Marc Okrand. Alguns desses cartões, notadamente S7, S8 e S9, apresentam pIqaD, que corresponde à transcrição latina. Outras cartas conhecidas incluem S19 e S20 (que contêm referências depreciativas ao Blockbuster, provavelmente uma alusão ao Blockbuster Video) a seleção de cartas da sétima temporada s37, s38 e s39 (que não apresentava tlhIngan Hol, mas apenas inglês e no cartão S39 Latin, escrito no alfabeto Skybox) e, finalmente, as cartas da Lista de Verificação para o conjunto de cartas de cada temporada tinham as cartas de palavras escritas em Klingon ao listar as cartas acima mencionadas.
O script é escrito em linhas horizontais que vão da esquerda para a direita, de cima para baixo, assim como em inglês. Klingon pode ser escrito com espaços entre as palavras (uma palavra sendo definida como qualquer substantivo, verbo ou sobra, mais quaisquer prefixos e sufixos anexados a ela) e pontuação. Quando este for o caso, dois sinais de pontuação são usados:
- Um "triângulo virado para cima" com uma função semelhante a uma vírgula, ponto e vírgula ou dois pontos.
- Um triângulo "virado para baixo" com uma função semelhante a um ponto final, ponto de interrogação ou ponto de exclamação .

Os sinais de pontuação triangulares foram aceitos no uso comum do KLI pIqaD.
Klingon também pode ser escrito sem espaços ou pontuação; esta forma é mais comum nos programas de TV. Como em inglês, o texto klingon pode ser justificado à esquerda, ao centro ou à direita e escrito em colunas verticais em banners.
Devido à sua natureza, o alfabeto "Skybox" não é adequado para escrever Klingon, pois a ambiguidade no alfabeto é aparente, então palavras diferentes são escritas da mesma maneira; estes são homógrafos. Os elogios mais sinceros e os insultos mais graves poderiam ser escritos de forma idêntica; no entanto, o contexto ajudaria muito a desambiguar os homógrafos.

## Escrita Mandel
Um terceiro roteiro, conhecido como roteiro de Klinzhai ou Mandel, foi incluído no Manual do USS Enterprise Officer (1980). Ele se aproxima mais das marcações do casco do cruzador de batalha D7 e também é vagamente baseado na arte conceitual de Matt Jeffries, cenógrafo da TOS.
Suas letras mapeiam várias letras e dígrafos do inglês, mas não têm relação com a língua klingon de Marc Okrand. Como os outros dois alfabetos, provavelmente está escrito na mesma direção do inglês.
Alguns fãs sugeriram que este alfabeto poderia ser usado para escrever klingon em sua forma nativa.
Em 1989, um fã chamado David Christensen de Seattle, Washington, desenvolveu a primeira fonte de texto de computador baseada no script Mandel, antes de haver software de fonte, o que significa que a fonte foi construída inteiramente em ResEdit.

## Logo da Wikipédia

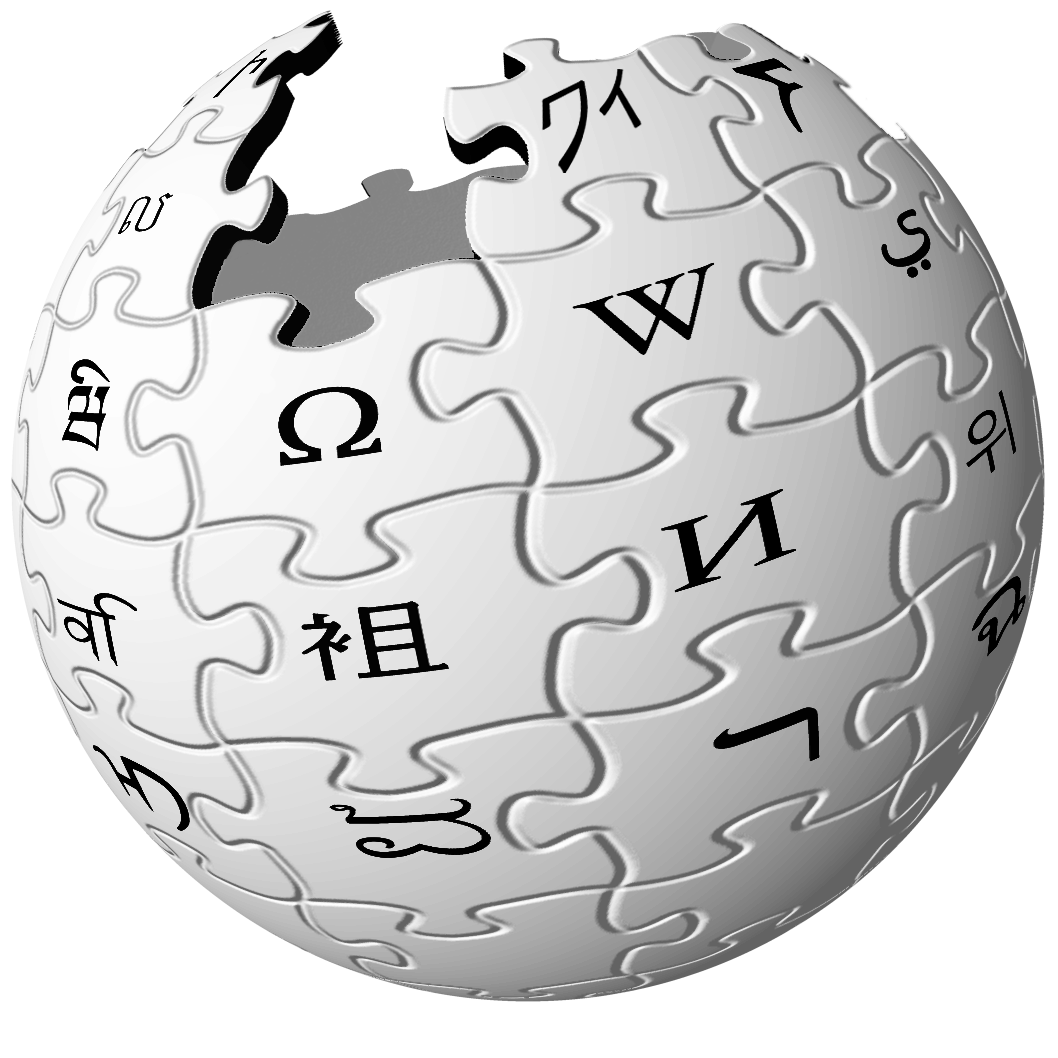
Logo da Wikipédia usado de 2003 a 2010

A pIqaD r (  ) usando a fonte Code2000 foi usada no canto superior direito do logotipo do globo da Wikipédia de 2003 a 2010. Foi substituído pela sílaba etíope wə (ው) no redesenho do logotipo em maio de 2010.